# Gamasomorpha clarki
Gamasomorpha clarki är en spindelart som beskrevs av Hickman 1950. Gamasomorpha clarki ingår i släktet Gamasomorpha och familjen dansspindlar. Inga underarter finns listade i Catalogue of Life.